# AZS UKW Bydgoszcz (piłka ręczna)
KU AZS UKW Bydgoszcz – ligowa sekcja piłki ręcznej mężczyzn klubu AZS UKW Bydgoszcz z siedzibą w Bydgoszczy. Klub powstał w 2007 roku, rozpoczynając budowę silnej piłki ręcznej w grodzie nad Brdą. Pierwszy poważny krok udało postawić się w 2010 roku, kiedy bydgoscy szczypiorniści wywalczyli historyczny awans do I ligi. Młody zespół nie zdołał jednak utrzymać się na zapleczu Superligi i rok później spadł do niższej klasy. Bydgoszczanie jednak udowodnili, że są czołowym zespołem II ligi i w sezonie 2011/2012 byli blisko awansu, przegrywając ostatecznie w fazie play-off. Szczypiorniści AZS-u swój cel zrealizowali rok później i w sezonie 2013/2014 ponownie występują na boiskach I ligi. Druga próba rywalizacij na zapleczu Superligi nie należała jednak do udanych i bydgoszczanie nie zdołali wywalczyć utrzymania. Po spadku do II ligi kierownictwo zaczęło odbudowę drużyny, opierając skład na młodych wychowankach, którzy mają się ogrywać i z czasem powalczyć o powrót do wyższej klasy rozgrywkowej. W sezonie 2022/23 drużyna wywalczyła awans i wraca na poziom I ligi, aby po raz kolejny zaprezentować swoje umiejętności w sportowej rywalizacji. Po bardzo udanych rozgrywkach drużyna zajęła drugie miejsce w tabeli II ligi, co w rezultacie dało możliwość przejścia klasę rozgrywkową wyżej. Celami zespołu na sezon 2023/24 jest utrzymanie i jak najlepsze pokazanie się w rozgrywkach I ligi mężczyzn, dalej budując skład na młodych, jak i już bardziej doświadczonych zawodnikach. 
Zawodnicy
| Obecna Kadra        | Obecna Kadra | Obecna Kadra | Obecna Kadra         |
| Nazwisko            | Nar          | Wiek         | Poprzedni klub       |
| Bramkarze           | Bramkarze    | Bramkarze    | Bramkarze            |
| ------------------- | ------------ | ------------ | -------------------- |
| Krzysztof Gawrych   | Polska       | 19           | UKS Iskra Bydgoszcz  |
| Michał Juziak       | Polska       | 16           | UKS Iskra Bydgoszcz  |
| Oskar Piekarski     | Polska       | 20           | UKS Iskra Bydgoszcz  |
| Damian Jaźwiński    | Polska       | 26           | UKS Iskra Bydgoszcz  |
| Amadeusz Dąbrowicz  | Polska       | 19           | Nielba Wągrowiec     |
| Skrzydłowi          |              |              |                      |
| Mikołaj Stefaniak   | Polska       | 19           | NLO SMS ZPRP Kwidzyn |
| Mikołaj Sobolewski  | Polska       | 18           | UKS Iskra Bydgoszcz  |
| Dominik Zabrocki    | Polska       | 18           | UKS Iskra Bydgoszcz  |
| Krzysztof Mirr      | Polska       | 17           | UKS Iskra Bydgoszcz  |
| Arkadiusz Błaszczyk | Polska       | 16           | UKS Iskra Bydgoszcz  |
| Szymon Frankowski   | Polska       | 17           | UKS Iskra Bydgoszcz  |
| Michał Koryszko     | Polska       | 16           | UKS Iskra Bydgoszcz  |
| Gracjan Bednarowski | Polska       | 17           | UKS Iskra Bydgoszcz  |
| Hubert Chomko       | Polska       | 19           | Nielba Wągrowiec     |
| Rozgrywający        |              |              |                      |
| Kordian Kędzierski  | Polska       | 21           | UKS Iskra Bydgoszcz  |
| Maciej Kulik        | Polska       | 15           | UKS Iskra Bydgoszcz  |
| Tomasz Burliński    | Polska       | 44           | MKS Brodnica         |
| Michał Literski     | Polska       | 20           | UKS Iskra Bydgoszcz  |
| Mariusz Łukasiewicz | Polska       | 40           | AZS UMK Toruń        |
| Wiktor Muziewicz    | Polska       | 19           | UKS Iskra Bydgoszcz  |
| Dawid Tadrzak       | Polska       | 21           | UKS Iskra Bydgoszcz  |
| Bogusz Paradowski   | Polska       | 18           | UKS Iskra Bydgoszcz  |
| Mats Uvass          | Norwegia     | 24           |                      |
| Wiktor Górczyński   | Polska       | 19           | UKS Iskra Bydgoszcz  |
| Adam Andrzejewski   | Polska       | 18           | Nielba Wągrowiec     |
| Obrotowi            |              |              |                      |
| Szymon Ciechacki    | Polska       | 19           | UKS Iskra Bydgoszcz  |
| Bartłomiej Kozielec | Polska       | 19           | UKS Iskra Bydgoszcz  |
| Szymon Rozonka      | Polska       | 21           | UKS Iskra Bydgoszcz  |
| Przemysław Żywocki  | Polska       | 31           | AZS UMK Toruń        |
| Mateusz Nastarowicz | Polska       | 20           | UKS Anilana Łódź     |

Sztab szkoleniowy
- Trenerzy: Artur Markowski, Tomasz Burliński, Szymon Ligarzewski
- Kierownik klubu: Bernard Mendlik

## Historia trenerów
- Bruno Budrewicz (2007-2009)
- Andrzej Kaczorowski (2009-2011)
- Andrzej Kaczorowski (2015-2017)
- Bruno Budrewicz (2017-2018)
- Jacek Jaszyk (2018-2019)
- Tomasz Burliński (od 2018)
- Artur Markowski (od 2021)
- Szymon Ligarzewski (od 2022)